# Santa Rosa da Serra
Santa Rosa da Serra est une municipalité brésilienne de l'État du Minas Gerais et la microrégion de Patos de Minas.